# Manuel García Velarde
Manuel García Velarde (n. Almería; 1941), profesor español.
La labor investigadora del Prof. Manuel G. Velarde aunque centrada en la física, y particularmente en la física de fluidos, abarca temática de diversidad extraordinaria y amplio espectro de fenómenos y problemas, materializada en más de 350 artículos en revistas científicas, más de 150 capítulos de libros, una veintena de libros (como autor o compilador), amén de más de 140 artículos de divulgación científica, también de muy variada temática. Corresponde a tres períodos: 1965-1971/2 (ULB, Bruselas y Universidad de Texas, Austin), 1971/2-1992/3 (UAM y UNED) y 1992/3-2007 (IP-UCM), en los que recorrió la teoría cinética, la termodinámica (fundamentación de la termodinámica de procesos irreversibles) y física estadística (transiciones de fase y condensados de Bose-Einstein), las inestabilidades hidrodinámicas (elucidando el papel jugado por diversos efectos de transporte como el efecto cruzado de Soret, o transporte de masa debido a un gradiente térmico, y desarrollando la teoría de diversas estructuras convectivas, su evolución y la de sus defectos), las inestabilidades interfaciales (proveyendo criterios de inestabilidad que dan lugar a la formación de formas convectivas y al desarrollo de ondas interfaciales transversas y longitudinales), la hidrodinámica de gotas activas (generalizando la teoría de Stokes y Levich), la dinámica del mojado y desparramo de líquidos (ilustrando el papel crucial jugado por gradientes de tensión interfacial), las corrientes geofísicas y sus ondas internas (tanto en la atmósfera como en el mar, con particular atención a la fenomenología del Estrecho de Gibraltar), las ondas no lineales y solitones disipativos (terreno en el que su labor ha sido rompedora abriendo nuevos horizontes), los sistemas continuos y redes de reacción-difusión (ilustrando como se pueden generar nuevas formas mediante procesos de replicación en redes con grado de fidelidad controlable), modelos de la dinámica cerebelosa (dando cuenta de los datos experimentales existentes), redes anarmónicas (prediciendo una nueva forma de conducción eléctrica, generalmente supersónica y no Ohmica, mediada por solitones, que ha permitido la invención de un novedoso transistor de efecto de campo, con patente en el Reino Unido, SFET GB 2533105 A), y otros problemas biofísicoquímicos, además de muy diversos problemas no lineales de óptica, magnetismo, acústica, elasticidad, etc.

## Tres periodos de investigación
La investigación mencionada se realizó a lo largo de tres periodos claramente diferenciados:

### Primer periodo
En el primer período emigró a Bélgica (1965-69) y luego a EE. UU. (1969-71). Con dos diferentes investigaciones, ambas en teoría cinética y mecánica estadística de procesos irreversibles bajo la guía del Prof. Ilya Prigogine, y de sus colaboradores Dr. Grégoire Nicolis y Prof. Pierre Résibois, obtuvo sendos doctorados por las Universidades Complutense de Madrid y Libre de Bruselas. Luego, como investigador postdoctoral con el Prof. Robert S. Schechter en la Universidad de Texas en Austin, inició su andadura por la física de los fluidos y la ciencia no lineal.

### Segundo periodo
Retornó a España para formar parte de los científicos que desarrollaron el Departamento de Física de la UAM bajo el liderazgo del Prof.  Nicolás Cabrera. En ese primer subperíodo (1971/2-1981), además de trabajar en física de fluidos (creando y dirigiendo un departamento de Física de Fluidos, al escindirse en varios el inicial macro-departamento), exploró también nuevas fenomenologías de interés biofísicoquímico. Produjo tres contribuciones muy importantes sobre inestabilidades termohidrodinámicas: una en 1974 en Advances in Chemical Physics , "The two-component Bénard problem" 26 , 265-301 (con R. S. Schechter y J. K. Platten), otra en 1977 en Reviews of Modern Physics , "Convective Instability: A Physicist's Approach" 49, 581-624 (con C. Normand e Y. Pomeau) y una tercera de divulgación en 1980 en Scientific American , "Convection" 243 (1), 92-108 (con C. Normand). Con la perspectiva de 2008, cabe afirmar que esas publicaciones definieron un campo de la física. El título del artículo de RMP puso de manifiesto la importancia de la temática y la novedad en su tratamiento metodológico. Antes de 1977, en Física apenas había publicaciones sobre inestabilidades hidrodinámicas y tras sus citados artículos hubo una avalancha impresionante, que aún hoy perdura y a la que el Prof. Velarde sigue contribuyendo incluso con libros monográficos de investigación y de puesta a punto. Fue también en la UAM donde inició su interés (pionero, al menos en España) por la investigación pluri-, inter- y transdisciplinar, próxima a los experimentos, con las posibilidades metodológicas de la dinámica no lineal. Buena prueba de ello fueron varias publicaciones de entre la que cabe destacar un artículo aparecido en Journal of Mathematical Biology (1979, con su doctorando V. Fairén, "Time periodic oscillations in a model for the respiratory process of a bacterial culture") en el que, con un modelo aparentemente sencillo, aunque no lineal, daba cuenta de fenómenos complejos observados en el laboratorio.
En el segundo subperíodo (1981/2-1992/3) su traslado a la UNED -contra el consejo de muchos colegas españoles y extranjeros- supuso el reto de crear un Departamento de Física en una universidad con novedoso potencial pero que aún no tenía ni locales para despachos ni para laboratorios. Constituyó un productivo período de formación de doctores (16) y de dedicación a la innovación educativa, desde la Escuela hasta la Universidad, Licenciatura y Tercer ciclo de Doctorado incluidos. Además desarrolló extraordinaria labor divulgativa de la ciencia ("La Barraca de la Ciencia") por lo que recibió el Premio Capire (Florencia, 1987). Al marcharse de la UNED, ya con locales adecuados, dejó un Departamento de nivel internacional tanto por las publicaciones científicas como por los investigadores visitantes y las cooperaciones establecidas. 

#### Tercer periodo
Después vino el período investigador más fructífero de su vida (1992/3-2007) en el que ha publicado seis libros de investigación: 2001. Nonlinear Dynamics of Surface-Tension-Driven Instabilities, Wiley-VCH, N.Y., 512 pp. (con P. Colinet & J. Cl. Legros); 2002. Interfacial Phenomena and Convection, Chapman & Hall/CRC, Londres, 365 pp. (con A. A. Nepomnyashchy & P. Colinet); 2002. Synergetic Phenomena in Active Lattices. Patterns, Waves, Solitons, Chaos, Springer-Verlag, Berlín, 357 pp. (con V. I. Nekorkin); 2003. Liquid Interfacial Systems. Oscillations and Instability, M. Dekker, Inc., N.Y., 367 pp. (con R. V. Birikh, V. A. Briskman & J. Cl. Legros); 2007. Wetting and Spreading Dynamics, Taylor & Francis/CRC, antes M. Dekker, N.Y., 515 pp. (con V. M. Starov & C. J. Radke); y 2012 Falling Liquid Films, Springer, London (con S. Kalliadasis, Ch. Ruyer-Quil & B. Scheid). Dichos libros sobre fluidos dan una completa panorámica de la riqueza fenomenológica que se observa cuando gradientes de tensión superficial actúan solos, o acoplados a otras fuerzas de volumen como flotabilidad, en la superficie libre de un líquido o en la entrefaz de dos líquidos. En una docena de artículos proveyó teoría y evidencia, experimental y numérica, de la excitación, evolución y propiedades básicas de ondas interfaciales, transversas y longitudinales, y solitones disipativos generados por gradientes de tensión superficial. Después extendió la teoría a la evolución de solitones en redes disipativas con interacciones anarmónicas, proveyendo también verificación numérica y evidencia experimental. El concepto de soliton disipativo le permitió recientemente predecir, usando una generalización de la red de Toda con interacción exponencial entre unidades cargadas, una transición de conducción eléctrica lineal (Ohmica) a conducción no lineal en forma de hipercorriente, que para electrones es análoga al proceso de "surfing" en hidrodinámica. Es de destacar que en dicho periodo (1993-2007) produjese más artículos en revistas científicas que en las dos décadas anteriores juntas. La razón parece ser su acentuada dedicación a la labor investigadora como catedrático (gracias al programa PROPIO del MEC) en el Instituto Pluridisciplinar de la UCM, del que fue cofundador. Fue miembro de diversos comités profesionales (IUPAP, IUTAM, EPS, ESA, OTAN, CEE-UE, ESSC, etc) destacando una década en el Microgravity Advisory Committee de la Agencia Espacial Europea, vicepresidente (1995-97) y Presidente (1997-1999) de la European Low Gravity Research Association y Rector (2002-2004) del Centro Internacional de Ciencias Mecánicas (CISM) con sede en Udine (Italia; www.cism.it). Ha sido investigador o profesor visitante en numerosos centros y universidades como Cambridge, París, Saclay, Grenoble, Marsella, Trondheim, Stanford, Berkeley, Santa Bárbara, Irvine, Los Álamos, etc. En 2002 apareció, en su honor, con ocasión de su sexagésimo aniversario, un número Festschrift (Spatio-temporal Complexity) de la revista International Journal of Bifurcation and Chaos (vol. 12, n. 11, 348 pp.) que, coordinado por el Prof. Grégoire Nicolis, reunió 28 artículos originales elaborados por 67 científicos de Europa, América, Asia, África y Oriente Medio, reflejando la diversa y amplísima temática recorrida en su investigación. En 2007 apareció el libro Thin Films of Soft Matter, publicado por CISM-Springer, Viena, que los coordinadores Prof. Serafim Kalliadasis y Dr. Uwe Thiele le dedicaron por su sexagésimo-quinto cumpleaños. En 2013 y 2014 aparecieron sendos Festschrift celebrando su septuagésimo aniversario. El primero, el libro Without Bounds: A Scientific Canvas of Nonlinearity and Complex Dynamics, coordinado por R. G. Rubio, Yu. S. Ryazantsev, V. M. Starov, G.-X. Huang, A. P. Chetverikov, P. Arena, A. A. Nepomnyashchy A. Ferrús y E. G. Morozov que en ochocientas páginas recogió cincuenta y seis capítulos coautorados por ciento catorce científicos del mundo entero. El otro fue el volumen 206, con 34 contribuciones en 436 páginas, de Advances in Colloid and Interface Science coordinado por R. Miller, R. G. Rubio y V. M. Starov.
Es miembro de la Academia Europaea, de la European Academy of Sciences (EURASC) y de la Real Academia de Doctores de España.

## Premios y honores
- Premio Nacional de Física de la Real Academia de Ciencias (1991).
- Miembro del Council, Academia Europaea (2002-2008).[1]
- Doctorado honoris causa  (1994) por la Universidad de Aix-Marsella I (Provence) y (2010) por la Universidad de Saratov.
- Premio "Creativity", CAPIRE Foundation, Florencia (1992).
- Palmes Académiques, Republique Française (1994).
- Medalla Rammal (1996) de la Sociedad Francesa de Física y de la Fundación de la École Normale Supérieure (Paris).
- Premio DuPont (2003).[2]
- Medalla de la Real Sociedad Española de Física (2006).[3]
- Fue Presidente del Jurado Internacional LABEX (3 Vicepresidentes con 120 miembros) de la República Francesa en 2010-2011.[4]
- Ordre National du Mérite (officier) 2013.[5]
- Medalla Blaise Pascal (Física, EURASC) (2015).[6]